# Konrad Probus
Konrad Probus (seltener auch Konrad von Tübingen) war Provinzial des Minoritenordens in Oberdeutschland, Diplomat im Auftrag Rudolf von Habsburgs und von 1272 bis 1296 Bischof von Toul.

## Frühe Jahre
Über seine Herkunft und frühen Jahre ist wenig bekannt. Möglicherweise stammte er aus Tübingen. Aber auch andere Geburtsorte wie Isny wurden genannt. Sein Vater war Schmied oder übte ein anderes Handwerk aus. Der Erzbischof von Mainz scheint seine Neigung zur Wissenschaft bemerkt und ihn in den Klerus aufgenommen zu haben. Konrad hat aber nach der Überlieferung Mainz verlassen und ist nach Siena gegangen, wo er den Grad eines Doktors der Theologie erlangte. Er trat 1245 in den Minoritenorden ein. In diesem stieg er vom Novizenmeister über den Lektor in Konstanz zum Provinzial des Ordens in der oberdeutschen Ordensprovinz auf.

## Königlicher Gesandter
Enge Beziehungen unterhielt er bereits vor dessen Thronerhebung zu Rudolf von Habsburg. Dieser betraute ihn als König mit wichtigen diplomatischen Missionen. So reiste er 1274 zu Gregor X., unter anderem, um ein Treffen zwischen König und Papst zu vereinbaren. Ziel war es, die Anerkennung der Königswahl zu erreichen. Gregor legte sich allerdings nicht fest, erließ aber die Bulle Grata nec immerito. Im Oktober 1274 wurde Konrad auf eine zweite Gesandtschaftsreise zum Papst geschickt. Schließlich traf die Anerkennung und Bereitschaft zur Kaiserkrönung ein. Um die Probleme, die mit der Krönung verbunden waren zu beseitigen, schickte der König erneut Konrad nach Italien. Unklar ist, ob er den Papst noch lebend antraf.
Er befand sich noch im Mai 1276 in Rom, als der Ordensgeneral, der spätere Papst Nikolaus IV., ein Ordensmitglied über Wunder des heiligen Franziskus befragte. Aus den Jahren bis 1278 fehlen jegliche Hinweise auf Konrad. Die rasche Abfolge von mehreren Päpsten verhinderte, dass die Frage der Kaiserkrönung vorankam.
Zur Zeit von Nikolaus III. war Konrad wieder einer der Unterhändler und kehrte mit weiteren Forderungen des Papstes an Rudolf zurück. Mit Botschaften des Königs reiste er offenbar wiederum nach Rom.

## Bischof von Toul
Noch während weiterer Verhandlungen ernannte der Papst Konrad 1279 zum Bischof von Toul. Danach wird er nach Toul gereist sein, um sein Amt zu übernehmen. Er soll 1280 zum Bischof geweiht worden sein. Im Jahr 1281 erhielt er in Colmar von König Rudolf die Regalien. In Toul war er mit Aufständen der Bürgerschaft konfrontiert und musste diese mit Gewalt unterdrücken. Die Auseinandersetzungen verliefen längere Zeit ohne Entscheidung, ehe Konrad die Unterstützung der Bischöfe von Basel, Straßburg, Metz und Verdun erhielt. Im Jahr 1285 wurde die Stadt Toul zur Unterwerfung gezwungen. Konrad begann in dieser Zeit mit dem Weiterbau der Kathedrale.
Sein Verhältnis zu den Päpsten war nicht problemlos. Als Martin IV. Philipp von Frankreich den Zehnten auch der Bistümer Lüttich, Metz, Toul, Verdun und Basel zusprach, legte er, wie auch König Rudolf, dagegen Protest ein. Im Jahr 1287 nahm er an einem Konzil in Würzburg teil. Dort äußerte der päpstliche Legat Forderungen nach einer Besteuerung der Geistlichen zur Finanzierung des Romzuges Rudolfs von Habsburg. Insbesondere Erzbischof Siegfried von Westerburg und Bischof Konrad lehnten dies ab. Andere Teilnehmer der Synode stimmten dem zu. Letztlich musste die Versammlung nach Tumulten aufgehoben werden.
Konrad soll nach verschiedenen Berichten exkommuniziert und abgesetzt worden sein. Danach soll er in seinen Orden zurückgekehrt sein. Die Exkommunikation hat zeitweise wohl bestanden, aber Konrad hat dem Legaten jegliche Legitimation abgesprochen. Er führte sein Bischofsamt weiter und weihte etwa 1288 die Kirche des Benediktinerklosters von Isny. Einige Zeit hielt er sich wohl in der Nähe von Konstanz auf und reiste nach Rom, um sich vor Papst Nikolaus IV. zu rechtfertigen.
In Rom unterzeichnete er 1289 mit anderen Bischöfen Ablassbriefe zu Gunsten der Klöster in Oberdeutschland. Somit scheint er in einem erträglichen Verhältnis zum Papst gestanden haben. Nach seiner Rückkehr aus Rom hat sich Konrad überwiegend im Elsass aufgehalten. In Straßburg hat er 1290 eine Kapelle geweiht. In Colmar machte er 1292 eine Stiftung, um den Kauf von Häusern für Beginen zu ermöglichen, eine ähnliche Stiftung tätigte er auch in Basel. Im Jahr 1294 weihte er eine Kirche in Rheinau. Im selben Jahr war er einer der Vermittler zwischen den Geistlichen und Bürgern der Stadt Speyer. Zumindest zeitweise war er wieder in seinem Bistum. Er stellte 1295 eine Urkunde zu Gunsten Herzog Ferrys von Lothringen aus. Im selben Jahr wandte sich auch König Adolf von Nassau an Konrad und bat um Unterstützung gegen den französischen König.
Kurze Zeit später war er wieder in Rom, um seine Resignation als Bischof vorzubereiten. Diese wurde ihm von Bonifaz VIII. gewährt und sein Nachfolger wurde verpflichtet, Konrad bis zu seinem Tod eine Pension von 200 Pfund zu zahlen. Unklar ist, wie lange Konrad danach noch lebte. Nach einigen Angaben starb er bereits 1296, nach anderen 1302 oder 1303.